# Poetry for the Poisoned
Poetry for the Poisoned – dziewiąty studyjny album amerykańskiego zespołu wykonującego muzykę z pogranicza metalu progresywnego, metalu symfonicznego oraz power metalu Kamelot.
W Japonii ukazał się 1 sierpnia 2010 nakładem Marquee Records, w Europie 10 sierpnia 2010 nakładem Edel Music AG, w Stanach Zjednoczonych natomiast 14 sierpnia 2010 roku nakładem KMG Recordings.

## Lista utworów
Opracowano na podstawie materiału źródłowego.
1. "The Great Pandemonium" – 04:22
2. "If Tomorrow Came" – 03:55
3. "Dear Editor" – 01:18
4. "The Zodiac" – 04:00
5. "Hunter's Season" – 05:33
6. "House on a Hill" – 04:15
7. "Necropolis" – 04:17
8. "My Train of Thoughts" – 04:07
9. "Seal of Woven Years" – 05:11
10. "Poetry for the Poisoned, Pt. I – Incubus" – 02:56
11. "Poetry for the Poisoned, Pt. II – So Long" – 03:23
12. "Poetry for the Poisoned, Pt. III – All is Over" – 01:03
13. "Poetry for the Poisoned, Pt. IV – Dissection" – 01:57
14. "Once Upon a Time" – 03:47

## Twórcy
Opracowano na podstawie materiału źródłowego.
- Roy Khan – śpiew
- Thomas Youngblood – gitara
- Oliver Palotai – instrumenty klawiszowe
- Sean Tibbetts – gitara basowa
- Casey Grillo – perkusja